# Варваровка (Татарський район)
Варваровка (рос. Варваровка) — присілок у Татарському районі Новосибірської області Російської Федерації.
Входить до складу муніципального утворення Нікулинська сільрада. Населення становить 75 осіб (2010).

## Історія
Згідно із законом від 2 червня 2004 року органом місцевого самоврядування є Нікулинська сільрада.

## Населення
| 2002 | 2007 | 2010 |
| ---- | ---- | ---- |
| 109  | ↘89  | ↘75  |